# Dropo
Dropo fou un grup valencià de rock actiu durant els anys 90. L'integraven, entre d'altres, el baixista Borja Penalba, Ximo Tomàs i Gómez (Maki) i Dr Dropo. Musicaren poemes de Vicent Andrés Estellés, com «La veu d'un poble», llur cançó més coneguda, «El clam dels socarrats» de Miquel Duran de València, així com d'altres poetes com Joan Roís de Corella o Ausiàs March. Actuaren al cinquè Tirant de Rock amb Sau, Al Tall, Lluís Llach, Obrint Pas i Marina Rossell (1995), a Alacant és important (1995) i a la tercera Fira del Llibre de València.

## Discografia
Discografia del grup.
- Si fots un crit, Al·leluia Records, 1995[5]
  - «Fills de la impaciència»
  - «L'odi»
  - «Tant s'hi val»[6]
  - «Només amb veure't»
- La velleta centenària, Cambra records, 1998
- Música contra la relaxació (disc col·lectiu), Cambra Records, 2000.
- Tirant de Rock (disc col·lectiu), Free Records, 1995